# Maku

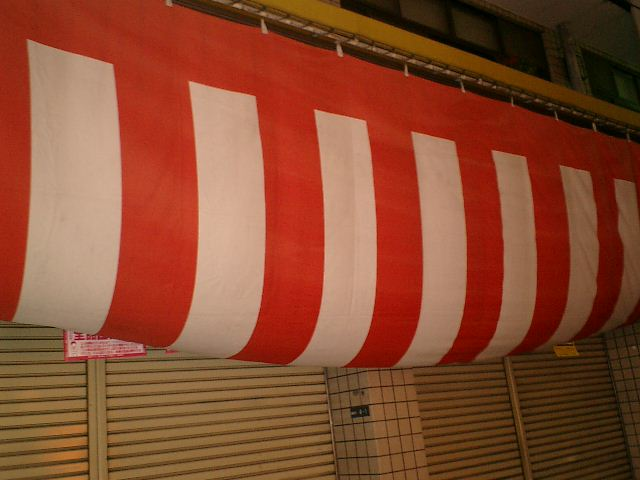
Kōhakumaku

Una maku (en japonés, 幕?) es el nombre de algunas especies de cortinas, telas decorativas y tiendas de campaña con diversos usos en la cultura japonesa. Se utilizan principalmente en celebraciones, ritos sintoístas y en el teatro, así como para armar tiendas de campaña. Dependiendo el uso al que estén designadas se les da diferentes nombres, como kōhakumaku, kujira-maku, jin-maku, asagi-maku, etc. (véase más adelante).
También el nombre maku se utiliza para nombrar cada uno de los actos en el teatro japonés, como el Bunraku y el Kabuki.

## Kōhaku-maku
Las kōhakumaku (紅白幕?   lit. cortina blanca y roja) son telas decorativas con diseños de rayas rojas y blancas. Estos elementos decorativos son usados en ocasiones festivas, tales como bodas y celebraciones especiales.

## Kujira-maku
Las kujira-maku (鯨幕?   lit. cortina ballena) son una especie de cortinas con diseños de rayas negras y blancas utilizadas en ocasiones de duelos, principalmente funerales. El nombre de la kujira-maku proviene del hecho de que las franjas negras y blancas asemejan la piel y grasa de una ballena.

## Asagi-maku
Las asagi-maku (浅黄幕?   lit. cortina amarillo claro) son telas decorativas utilizadas en ritos sintoístas. Estas telas consisten también en diseños de rayas amarillo con blanco, aunque no todas tienen estos colores. Algunas de ellas son azules con blanco. 
También en el teatro kabuki se utiliza una cortina color amarillo claro llamada asagi-maku, con la diferencia en este caso de que consiste en una tela de un solo color. En este caso se utiliza para efectos en el escenario.

## Jin-maku
Las jin-maku (陣幕?   que se puede traducir como «cortina de campaña») eran telas utilizadas en las campañas militares para cubrir el centro de operaciones de los generales o shōgunes. Eran utilizadas principalmente para proteger del viento, así como para evitar las observaciones de posibles espías.
Durante las campañas se solían montar cuatro jin-maku alrededor de las tiendas donde estaban alojados los oficiales, cubriendo el perímetro. Estas telas iban montadas sobre cuerdas sujetas a postes, árboles o edificios, dependiendo de la situación y el lugar.
Cabe destacar que el nombre japonés del shogunato (es decir, el gobierno de un shōgun) es bakufu (幕府,?   que significa «gobierno desde la maku»).